# Robert de Guibé

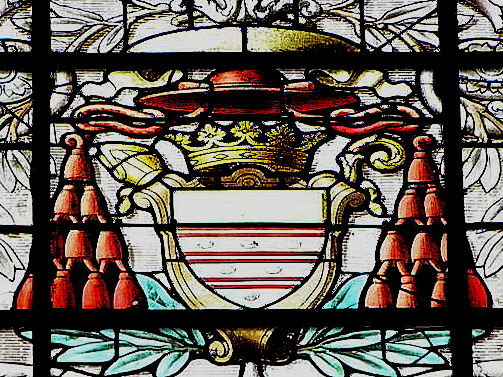
de Guibes Kardinalwappen (Fenster in der Kathedrale von Rennes)

Robert de Guibé, auch Robert Guibé und Roberto Britto Guibe de Challand, (* etwa 1460 in Vitré; † 19. November 1513 in Rom) war ein französischer katholischer Bischof und Kardinal.

## Leben
Robert Guibé wurde um 1460 in Vitré als Sohn von Adanet Giubé und Olive Landais geboren. Er ist der jüngere Bruder von Bischof Michel Guibé, von Jean Guibé, Capitaine von Fougères, von Jacques Guibé, Capitaine von Rennes und Vizeadmiral der Bretagne und von Guillemette, der Frau von Guillaume Hamon. Er ist außerdem ein Neffe von Pierre Landais, Schatzmeister und Receveur Général de Bretagne unter Herzog Franz II.
Im Jahr 1475 wurde er Kantor des Domkapitels der Kathedrale von Dol. 1481 wurde er Archidiakon der Basilika des Heiligen Erlösers in Dinan.
Am 16. Mai 1483 wurde er zum Bischof von Tréguier gewählt. Am 18. August 1483 legte er vor Franz II., Herzog der Bretagne, den Eid ab. Der Herzog schickte ihn als Leiter einer Gesandtschaft nach Rom, um dem neugewählten Papst Innozenz VIII. seine Ehrerbietung zu erweisen. 1490 wurde er Prior der Benediktinerklosters vom Heiligen Kreuz in Vitré. 1495 wurde er Prior von Châteaugiron. Bei der Synode von Tréguier am 11. Juni 1495 war er noch nicht zum Bischof geweiht worden. 1499 schickte ihn Anna von der Bretagne nach Rom, um eine päpstliche Bulle für die Wahl von Guillaume Gueguien zum Bischof von Nantes zu erwirken. Am 24. März 1502 wurde er nach dem Tod seines Bruders Michel, des vorherigen Bischofs, auf den Bischofssitz von Rennes versetzt. Im Jahr 1503 reiste er ein drittes Mal nach Rom, dieses Mal als Botschafter von Ludwig XI. von Frankreich.
Auf Empfehlung von Anna von der Bretagne erhob Papst Julius II. Guibé im Konsistorium vom 1. Dezember 1505 zur Kardinalswürde und ernannte ihn zum Kardinalpriester. Am 17. Dezember 1505 erhielt er den Kardinalshut und die Titelkirche Sant’Anastasia.
Am 24. Januar 1507 wurde er auf den Bischofssitz von Nantes versetzt, den er bis zum 30. Mai 1511 innehatte, als er zugunsten eines Neffen zurücktrat. Das Jahr 1510 verbrachte er als Apostolischer Administrator des Bischofssitz von Amalfi. Am 30. September 1510 wurde er Administrator des Bischofssitz von Albi und behielt dieses Amt bis zu seinem Tod. Zwischen 1510 und 1513 war er Legat von Avignon. Am 17. März 1511 wurde er Administrator des Bischofssitz von Vannes und behielt auch dieses Amt für den Rest seines Lebens.
Im Jahr 1511 diente er erneut als Gesandter Ludwigs XI. von Frankreich in Rom. Im Streit mit dem König ergriff der Kardinal jedoch letztlich Partei für den Papst. Als Vergeltung beschlagnahmte der König die Einnahmen aller seiner Pfründen, wodurch der Kardinal in Armut geriet.
Am 4. Oktober 1511 wurde er Erzpriester der Basilica di Santa Maria Maggiore. In den Jahren 1512 und 1513 diente er als Camerlengo des Kardinalskollegiums. Er nahm 1512 am Fünften Laterankonzil teil.
Er nahm am Konklave 1513 teil, bei dem Papst Leo X. gewählt wurde. Der neue Papst ernannte ihn zum Legaten à latere im Königreich Frankreich, er starb jedoch, bevor er diese Gesandtschaft verlassen konnte.
Er starb am 9. November 1513 in Rom. Er wurde zunächst in Sant’Ivo dei Bretoni beigesetzt. Seine sterblichen Überreste wurden später in die Kathedrale von Rennes überführt.